# Siège de Saint-Dizier
Neuvième guerre d'Italie
Le siège de Saint-Dizier est un épisode de la neuvième guerre d'Italie qui eut lieu au cours de l'été 1544. Il inaugure l'invasion de la Champagne par les armées impériales de Charles Quint. L'empereur, qui vient de subir une cuisante défaite à Cérisoles dans le Piémont, ouvre un second front au nord de la France pour empêcher François Ier de reconquérir le Milanais. Il s'est assuré l'alliance de l'Angleterre, qui doit dépêcher un corps expéditionnaire en Picardie à l'automne.

## Déroulement
Le comte de Sancerre, gouverneur militaire de Saint-Dizier, assure la défense de la ville assisté par deux officiers, Louis et Eustache de Bimont (dit capitaine Lalande). Ils peuvent compter sur 2 000 soldats, 100 gens d’armes du duc d’Orléans, 800 bourgeois et 75 jeunes volontaires. Le gouverneur a fait hisser en haut du clocher de l’église des canons qui visent le cantonnement espagnol au sud. 
L'empereur amène en personne des renforts aux troupes assurant le siège, menant le 13 juillet sous les murs de la ville une armée de 14 100 soldats (dont 1 600 sapeurs). Mais le lendemain, lors de l'assaut du 14 juillet, les assiégés se défendent vigoureusement, malgré le feu continu de l’artillerie ennemie qui brise l’épée de Louis du Bueil et une partie de son armure. Au cours d'un assaut très violent, le capitaine des impériaux, le prince d'Orange René de Chalon, est frappé à mort par les défenseurs, et agonisera le 15 juillet avec l'empereur à son chevet. Louis du Bueil envoie une dépêche au roi François Ier, qui ordonne alors une procession et une messe d’action de grâces pour célébrer ce succès. La ville de Saint-Dizier se voit octroyer la devise qui lui est restée : "Regnum sustinent" (ils soutiennent le royaume).
Le 23 juillet, les avant-postes français tombent sous les coups des assaillants, mais une armée menée par le Dauphin Henri, qui a pris position à Jâlons, tient en respect les assiégeants et les dissuade de tenter un nouvel assaut meurtrier. Cependant, la ville est épuisée et, le 3 août, le gouverneur français envoie au duc de Guise une lettre dans laquelle il lui fait part de l’impossibilité pour Saint-Dizier de tenir plus longtemps, faute de munitions et de vivres. Or, cette lettre est interceptée par les Impériaux, qui s’empressent d’en tirer parti. Le chancelier de l’empereur, Nicolas Perrenot de Granvelle, possède le chiffre utilisé par le comte de Sancerre, et n’a aucun mal à déchiffrer la missive. Il possède également le sceau du duc de Guise : le 7 août, les assiégés reçoivent une lettre portant le fameux sceau, et les invitant à se rendre dans les meilleures conditions possibles.
La ville se rend le 17 août. Charles renonce à se retourner contre l'armée du Dauphin et marche sur Soissons.

## Conséquences
Le roi de France a lui-même salué l'héroïsme des habitants de la ville. Mais dans l'immédiat, François Ier, menacé sur toute sa frontière nord, doit rappeler des forces du Piémont, empêchant le comte d'Enghien de concrétiser les bénéfices de la victoire de Cérisoles. En septembre 1544, devant la menace de l’empereur Charles Quint sur Paris, le roi de France 
charge Jacques de Montgomery, seigneur de Lorges, d’occuper Lagny-sur-Marne. Mais les habitants refusent l’entrée de la ville à la soldatesque : Lagny est prise d’assaut et mise à sac.

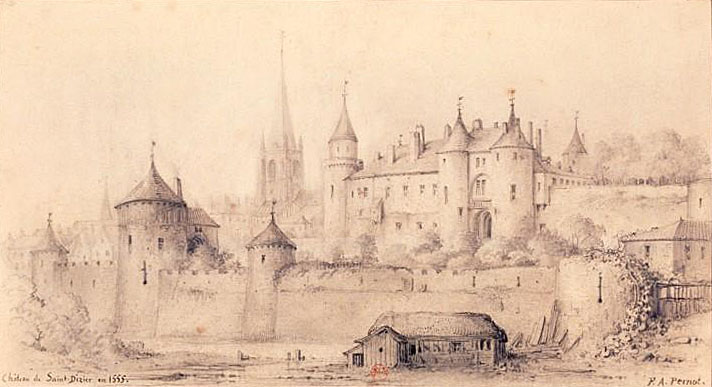
La cité fortifiée et son château 10 ans après le siège.

Propriété des impériaux, Saint-Dizier sera rendue à la France comme condition de la trêve de Crépy-en-Laonnois, le 18 septembre 1544.
En 1905, la ville reçoit la Légion d'honneur pour la résistance lors du siège.